# شب‌هنگام در سرزمین میانه
شب‌هنگام در سرزمین میانه (به انگلیسی: Nightfall in Middle-Earth) ششمین آلبوم استودیویی گروه هوی متال آلمانی بلایند گاردین است که در سال ۱۹۹۸ منتشر شد. این آلبوم بر پایهٔ کتاب سیلماریلیون از جی. آر. آر. تالکین که داستان‌هایی از دوران نخست سرزمین میانه و نبردهای بلریاند را روایت می‌کند ساخته شده‌است. این آلبوم علاوه بر ترانه دارای بخش‌هایی گفتاری نیز هست که به روایت قسمت‌هایی از داستان می‌پردازد. همچنین طرح روی جلد این آلبوم، لوتین را در حال رقص دربرابر مورگوت به‌تصویر کشیده است.
آلبوم شب‌هنگام در سرزمین میانه در مقایسه با آلبوم‌های پیشین گروه بلایند گاردین ملودیک‌تر بوده و ترانه‌ها از روانی بیشتری برخوردارند. در این آلبوم اولیور هولتزوارت به‌جای هانسی کورش به‌نوازندگی گیتار بیس پرداخته‌است. همچنین این نخستین آلبوم از گروه بلایند گاردین است که در ایالات متحده منتشر شد و فروش آن، سنچوری میدیا را ترغیب ساخت تا تمامی کارهای پیشین گروه را نیز در این کشور عرضه کند. همچنین این آلبوم با بهبود کیفیت صوتی آن و افزودن ترانهٔ «خرمن اندوه» (به انگلیسی: Harvest of Sorrow) بار دیگر در سال ۲۰۰۷ منتشر گردید.

## فهرست آهنگ‌ها
تمامی موسیقی آلبوم توسط آندره البریش و هانسی کورش نوشته‌شده است به جز ترک شمارهٔ ۶ که توسط البریش، کورش، توماس «تومن» اشتاوخ، مارکوس زیپن و ترک شمارهٔ ۱۶ که توسط البریش، کورش و میشائیل شورن نگارش شده‌است. کورش همچنین تمامی ترانه‌های این آلبوم را سروده است.
| شماره ترک | عنوان                                | مدت‌زمان |
| --------- | ------------------------------------ | ------- |
| ۱         | War of Wrath                         | ۱:۵۰    |
| ۲         | Into the Storm                       | ۴:۲۴    |
| ۳         | Lammoth                              | ۰:۲۸    |
| ۴         | Nightfall                            | ۵:۳۴    |
| ۵         | The Minstrel                         | ۰:۳۲    |
| ۶         | The Curse of Fëanor                  | ۵:۴۱    |
| ۷         | Captured                             | ۰:۲۶    |
| ۸         | Blood Tears                          | ۵:۲۳    |
| ۹         | Mirror Mirror                        | ۵:۰۷    |
| ۱۰        | Face the Truth                       | ۰:۲۴    |
| ۱۱        | Noldor (Dead Winter Reigns)          | ۶:۵۱    |
| ۱۲        | Battle of Sudden Flame               | ۰:۴۴    |
| ۱۳        | Time Stands Still (At the Iron Hill) | ۴:۵۳    |
| ۱۴        | The Dark Elf                         | ۰:۲۳    |
| ۱۵        | Thorn                                | ۶:۱۸    |
| ۱۶        | The Eldar                            | ۳:۳۹    |
| ۱۷        | Nom the Wise                         | ۰:۳۳    |
| ۱۸        | When Sorrow Sang                     | ۴:۲۵    |
| ۱۹        | Out on the Water                     | ۰:۴۴    |
| ۲۰        | The Steadfast                        | ۰:۲۱    |
| ۲۱        | A Dark Passage                       | ۶:۰۱    |
| ۲۲        | Final Chapter (Thus Ends...)         | ۰:۴۸    |

## اعضا
- هانسی کورش – خواننده اصلی و آوازهای پس‌زمینه
- آندره البریش – گیتارهای لید، ریتم و آکوستیک
- مارکوس زیپن – گیتار ریتم
- توماس تومن استاوخ – درام و پرکاشن

## نوازندگان مهمان
- اولیور هولتزوارت – گیتار بیس
- ماتیاس وایزنر – کیبورد و افکت‌های ارکسترال
- میخائیل شورن – گرند پیانو
- ماکس زلتسنر – فلوت و فلوت آلتو
- نورمن اِشلی و داگلاس فیلدینگ – روایت متن
- بیلی کینگ، رولف کوهلر، اولاف سنکبیل، توماس هاکمان – گروه کر